# Штадион, Иоганн Каспар фон
Иоганн Каспар фон Штадион (нем. Johann Kaspar von Stadion; 21 декабря 1567, Беффорт — 21 ноября 1641, селение Аммерн под Мюльхаузеном, Тюрингия) — 45-й великий магистр Тевтонского ордена. Входил в Высший военный совет и Тайный совет императора Фердинанда II.

## Биография
Иоганн Каспар происходит из эльзасской линии дворянского рода фон Штадион. Его отцом был Иоганн Ульрих фон Штадион, а матерью — Апполина фон Нанкенреут. Был владельцем замков Фройденталь и Ойленбург.
Вступил в Тевтонский орден в 1594 году и служил в молодые года при дворе Максимилиана III, был с ним во время его военных походов в Венгрию и на Балканы. После этого стал комтуром Фрайбурга в 1606 году и Бойгена в 1608 году.
В 1619 году он вошёл в Высший Военный совет империи а в 1622 году в Тайный совет при императоре Фердинанде II. С 1619 по 1624 годы — первые годы Тридцатилетней войны, он был советником Максимилиана фон Лихтенштейна.
В 1626 году стал ландкомтуром ордена в Эльзасе, а в 1629 году ландкомтуром баллея Швабия-Эльзасс-Бургундия.
30 декабря 1627 года он был избран великим магистром Тевтонского ордена. Его правление пришлось на время похода шведского короля Густава Адольфа вглубь германских земель. Иоганн Каспар и орден помогают армии Фердинанда II и участвуют в битве при Нердлингене в 1634 году.
В награду за свою помощь императору, Иоганн Каспар получил графство Вайкерсхайм. Он умер в 1641 году при подготовке к очередной летней военной кампании в имении Аммерн под Мюльхаузеном.
С 1849 года бюст Иоганна Каспара фон Штадиона стоит в городе Хельденберг (Нижняя Австрия) в парке памяти на Хельден-аллее.